# Пелимське князівство
Пелимське князівство — мансійське феодальне державне об'єднання (потрійний союз) князівств у басейні річок Пелим, Сосьва, Тавда, Конда, що складалося з власне Пелимського князівства, Кондінського та Табаринського князівств. Було васалом і союзником Тюменського та Сибірського ханств, вело тривалі війни з Московським царством за свою незалежність.

## Історія
Було утворено у середині XV ст. за яких умов невідомо. Втім стикнулося зі спробами Новгородської республіки взяти під свій контроль ці області, які новгородці звали Югрою. Фактично Пелимське князівство очолило союз югорських князівств проти загарбників. Згодом формально визнало зверхність ханів Тюмені.
У 1450-х роках князь Асика вчинив низку нападів на приуральські володіння московських князів. Водночас розпочалися тривалі конфлікти з Великим князівством Пермським. У 1455 році пермці спіймали та вбили єпископа Пітирима, що діяв різними методами заради збільшення своєї пастви. Пелимські загони здійснили марш-кидок у 1500 верст до резиденції єпископа в Усть-Віме, застали його на недільній проповіді. Асика наказав стратити Пітирима прямо на очах у пастви. Експансія православ'я йшла паралельно з військовою експансією.
У 1465 році виступило проти московського війська на чолі із Василем Скрябою, який лише формально приєднав Зауралля до великого князівства Московського. Пелимський потрійний союз продовжував зберігати самостійність.
У 1467 велике князівство Пермське без дозволу великого князя Московського уклало союз із сусідами-в'ятичами проти пелимських вогулів. Сполучені війська перм'яків і в'ятичів взяли в полон пелимського князя Асику, але тому вдалося втекти. По поверненні додому Асика починає збирати сили для продовження боротьби. У 1481 році він знову пішов проти московитів. Пелимці взяли в облогу Чердинь (столицю Пермської держави), але були розбиті.
У 1483 році великий князь Московський Іван III, скориставшись перемогою під час стояння на річці Угрі 1480 року проти Великої орди, послав військо на чолі із Федором Курбським та Іваном Салтиковим-Травіним для підкорення Пелимського князівства. Вони досягли перетнули Уральські гори та вдерлися до Югри, де Пелимське князівство та його союзники зазнали поразки. Проте після відходу московитів, Пелим повернув свободу. Лише у 1485 році князь Юмшан, син Асики, що не отримав підмоги від свого сюзерена тюменського хана Ібала, вимушений був підписав мирний договір, яким визнав свою залежність від Московської держави. Проте Юмшан став готуватися до відновлення незалежності. У 1500 році московські загони на чолі із Семеном Курбським знову вдерлися до Пелимського князівства, яке в черговий раз підкорилося. Втім незабаром пелимці відновили незалежність.
У 1558 році московський цар Іван IV надав купцям Строгановим землі на річках Чусова та Кама, які швидко досягли Уральських гір, стали швидко витісняти мансі зі своїх земель. Пелимські князі стали отримувати скарги на Строганових. Доволі швидко почалися сутички між московитами та мансі.
У 1563 році, скориставшись розгардіяшем у Сибірському ханстві, що спричинив заколот Кучума Шейбаніда, пелимський князь Бекбелій оголосив незалежність і відмовився виплачувати данину. Його приклад наслідували інші югорські держави. Після цього до 1570 року тривала війна із Сибірським ханством. Здобувши самостійність пелимський князь у 1572 році виступив проти Строганових. Спочатку перебили 87 московських купців. Бекбелій напав та захопив Чусовське містечко. Але незабаром зазнав поразки від війська Яков та Григорія Строганових. У 1573 році Пелимське князівство вимушено було укласти мир зі Строгановими, за якими було визнано усі захоплені землі.
У 1580 році Бекбелій розпочав нову війну, зібравши 680 вояків, але зазнав поразки від Семена Строганова й потрапив у полон. Знову визнає владу московського царя. У 1581 році новий пелимський князь Кіхек розпочав нову війну, зібравши 700 вояків. Спроба захопити місто Чердинь виявилося невдалим, вдалося лише розграбувати околиці міста. До пелимців приєдналися біднімосковські селяни, козаки, бурлаки на чолі із Афанасієм Шешуковим. Після цього пелимці рушили проти строгановських володінь: було захоплено Солікамськ, пограбовано численні містечка та поселення московитів. Після цього Кіхек повернувся до Пелиму. Цей напад завдав володінням Строганив найбільшої за весь час шкоди.
У 1583 році московські війська на чолі із Петров Горчаковим вдерлися до обських земель, де на їхній бік перейшло Кодське князівство. Того ж року московити перемогли пелимського князя Аблегіріма на річці Конда. Аблегірім потрапив у полон, де знову визнав владу московського царя. В цей час пелимці розпочали партизанську боротьбу проти загарбників. У 1584 році Аблегірім, що повернувся до Пелиму, знову розпочав боротьбу проти Московського царства. Вона тривала до 1589 року, коли член Пелимського потрійного союзу — Кондінське царство — зазнало важкої поразки від загарбників. У 1590 році Пелимське князівство знову визнало владу Московії.
Але того ж року князь Аблегірім виступив на підтримку поваленого князя Кучума, який продовжував боротьбу за повернення трону. Проте поступово московіти підкорили усі сусідні до Пелимського князівства — Обдорське та Ляпінське князівства. У 1593 році воєвода князь Михайло Волконський звів фортецю Березово. У 1594 році воєвода Петро Горчаком разом з Ічігеєм, князем Коди, виступив проти коаліції Пелима та Конди, які у вирішальній битві зазнали поразки. Після цього Горчаков оголосив про ліквідацію Кондійського та Пелимського князівств, князя Аблегіріма відправлено до Москви, де разом з синами Тагаєм та Таустеєм страчено. Втім онук пелимського князь Учот залишився у Москві, хрестився на ім'я Олександр, а його син Андрій з прізвищем Пелимський повернувся до Пелиму лише у 1631 році.
На час відсутності князя пелимці продовжували боротьбу проти загарбників. У 1611, 1630 та 1654 роках пелимські мансі повставали проти Московського царства, воєводам якого лише після тривалої боротьби вдалося придушити ці виступи.
Син князя Андрія, Семен, теж залишився жити в Пелимі на службі у Московського царства. У 1642–1643 роках його приписали до пелимських дітей боярських. Він остаточно обрусів та згодом одружився з дочкою засланого литвина Андрія Вернадського. Сини князя Семена, Степан та Яків, до кінця XVII ст. служили дітьми боярськими у Верхотур'ї, а онуки, князі Іван та Василь Якович, були стали сибірськими дворянами і дослужилися до поручика та титулярного радника відповідно.

## Адміністрація. Знать
У сибірських татар перейняли адміністративний поділ на військовий манер, зокрема посади «сотник», «улан», «мурза». В одну сотню входили люди одного роду. Сотником призначався нащадок родового старшини. Його головним обов'язком перед князем був збір ясака зі своїх молодших родичів.
Улани і мурзи становили кістяк військової організації пелимських князів. Ними могли бути члени родоплемінної старшини, висуванці з рядових дружинників. Улан означало людину молодшого представника знатної родини або охоронця якогось великого вельможі. Мурза відповідав статусу молодшого князя, підпорядкованого «великому князю» Пелиму.

## Економіка
Головним заняттям пелимчан було полювання. Ліси були дуже багаті різною звіриною і птахами. За наказом князів полювалося на хутряних звірів, яких тут тоді було дуже багато. Основним видом отримання прибутку було торгівля хутром — з новгородцями, в'ятичами, казанськими та сибірськими татарами, сюди навіть потрапляли арабські купці. Також переважно хутром пелимські князі сплачували ясак Тюменському, а потім Сибірському ханству.
Пелимці міняли хутро і вироблені шкіри на тканини, зброю, вироби з дорогоцінних металів, предмети розкоші та інші товари. Крім полювання важливою діяльністю було промислове рибальство і бортництво, на півночі — оленярство. У південних частинах Пелимского князівства, вогули (мансі) займалися скотарством і трохи хліборобством. Бортництво згодом стало настільки важливим джерелом прибутку і предметом вигідної торгівлі, що борть із бджолами дуже рано зробилася об'єктом приватної власності. На знайдену в лісі борть місцевий мешканець ставив свою тамгу і після цього лише він міг нею одноосібно розпоряджатися: качати з неї мед, передавати в оренду або продати. Володіння бортами переходило у спадок.
Зводилися багатокілометрові паркани для полювання на великого звіра, укладалися дорожні настили в болотах, прокладалися дороги — стежки, якими переганяли стада оленів, а мисливці ходили на промисел вглиб тайги.
За різними переписами числилося ясачних людей понад 600 чоловік. Разом з племіною старшиною, рядовими дружинниками, рабами, жінками та дітьми підданих у пелимського князя було до 6 тис. осіб.

## Вірування
Столиця пелимскіх князів була разом з тим релігійним центром для мансі. Поблизу Пелимського містечка перебувала священна модрина, яку забобонно шанували. На її гілках розвішували шкури тварин, що приносилися як дари.
Поблизу розкинулося священне містечко, тут знаходилася кумирня, що містила ідоли в подобу людську, навколо головної кумирні височіла на високих стовпах з грубо вирізаними на капітелях подоби людських облич, в яких зберігалися знаряддя для забою жертовного худоби: списи, стріли та ін. Поруч стояла невелика хатинка, в якій лежала купа жертовних кісток. В околицях Пелиму знаходилися Чорні юрти, де зберігався священний спис.